# Diba Hakimi

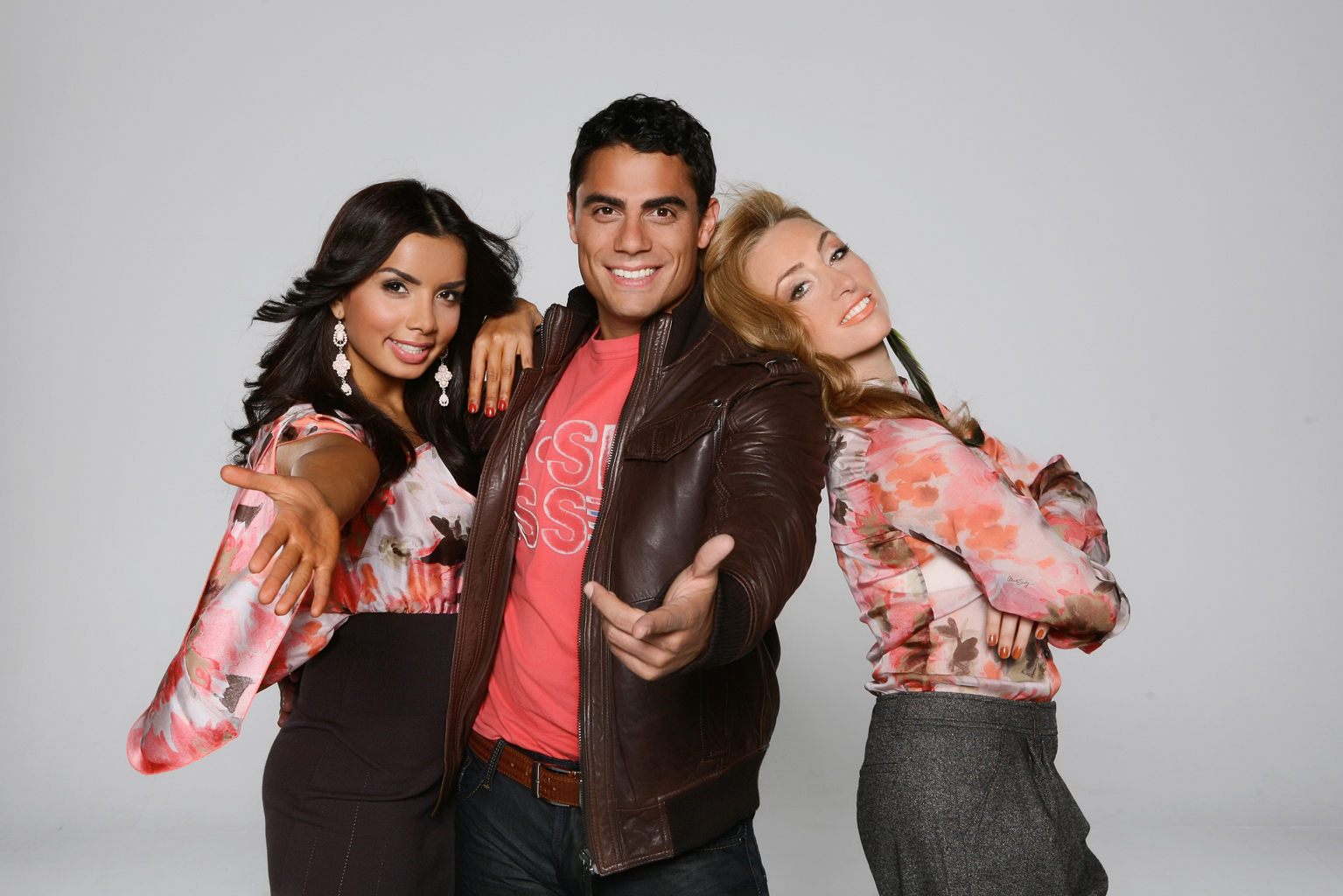
Diba Hakimi (links) mit den Hot Banditoz (2012)

Diba Hakimi (* 25. Mai 1990 in Hamburg) ist eine deutsche Sängerin, die durch die Castingshow Popstars – Girls forever bekannt wurde.	

## Biografie
Diba Hakimi ist als jüngste von drei Töchtern einer afghanischen Familie in Hamburg geboren und aufgewachsen. Sie besuchte bis zur zwölften Klasse die Gesamtschule Mümmelmannsberg. Das letzte Schuljahr absolvierte sie auf der Gesamtschule Alter Teichweg und schloss im Jahr 2009 ihr Abitur ab. Seither arbeitet sie in der Firma ihres Vaters.

## Karriere
Durch ihre Teilnahme an der neunten Staffel der Show Popstars – Girls Forever im Jahr 2010, in der die Band LaVive gecastet wurde und Diba Hakimi unter die Finalistinnen kam, wurde sie bekannt.
Bis 2013 sang sie an der Seite von Gabriela Gottschalk und Silva Gonzalez und an Stelle des vormaligen Mitglieds Fernanda Brandão in der Band Hot Banditoz. Parallel arbeitet sie an einem Soloalbum.
Diba Hakimi verließ die Band im April 2013 und pausierte aufgrund persönlicher Umstände. Derzeit arbeitet Diba weiter an ihrem Solo-Album und engagiert sich für hilfsbedürftige Kinder in Afghanistan. Diba Hakimi lebt in Hamburg.

## Diskografie
bei Popstars:
- 2010: I Swear – Gary Baker feat. Popstars

mit den Hot Banditoz (Universal Music):
- 2012: Life Is So Strong; Canta Mi Cancion
- 2013: Get Down on the Floor